# Gabriele Stauner

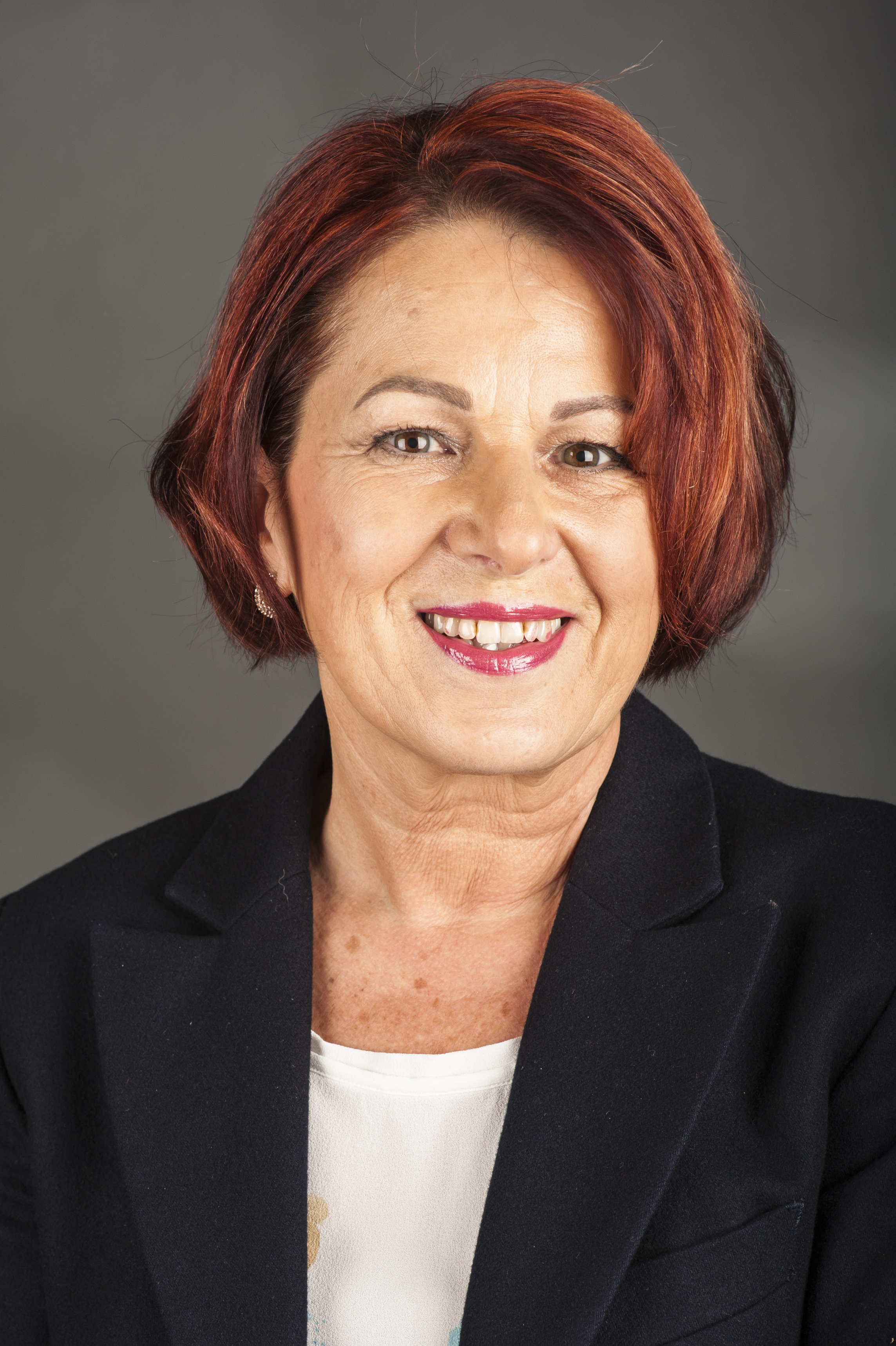
Gabriele Stauner (2014)

Gabriele Hildegard Stauner (* 22. April 1948 in Wolfratshausen) ist eine deutsche Politikerin (CSU). Im Jahr 1999 wurde sie erstmals in das Europäische Parlament gewählt. Seit 1. November 2020 ist sie Präsidentin der Deutsch-Kasachischen Universität in Almaty.

## Lebenslauf
Nach dem Schulbesuch und dem Abitur in Bayern begann Gabriele Stauner 1968 ein Sprachstudium in Paris und München, das sie 1972 erfolgreich mit den Dolmetscherdiplomen in Englisch, Französisch und Russisch abgeschlossen hat. Gleichzeitig begann sie an der Ludwig-Maximilians-Universität München das Studium der Rechtswissenschaften und Slawistik. Im Jahr 1984 promovierte Stauner dann zur Dr. jur. mit einer Dissertation zur französischen Unternehmensverfassung.

## Beruflicher Werdegang
1999 zog Stauner in das Europäische Parlament ein. 2004 verfehlte sie bei der Europawahl den Wiedereinzug. 2013 kehrte sie nach der Mandatsniederlegung von Joachim Wuermeling bis zum Ende der Legislaturperiode 2014 in das Europäische Parlament zurück. 2014 hat sie sich von allen politischen Ämtern zurückgezogen.
Am 9. November 2008 wurde Stauner von der CSA-Landesversammlung zur neuen CSA-Landesvorsitzenden gewählt, als Nachfolgerin von Horst Seehofer, der nach seiner Wahl zum CSU-Vorsitzenden nicht mehr antrat. Dieses Amt legte sie mit Rückkehr in den Staatsdienst 2010 nieder. Sie war von 2010 bis 2013 Amtschefin der Staatsministerin für Bundes- und Europaangelegenheiten in der Bayerischen Staatskanzlei, zuletzt als Ministerialdirektorin.

## Im Europäischen Parlament
Von 1999 bis 2004 und von 2006 bis 2009 gehörte Stauner der CSU-Europagruppe an. Sie war Rechts- und Sozialpolitische Sprecherin der CSU-Europagruppe und gehörte dem Haushaltskontrollausschuss, dem Rechtsausschuss und dem Ausschuss für Beschäftigung und Soziale Angelegenheiten an.

## Parteiämter
- 1992 bis 2013 Stellvertretende Ortsvorsitzende der CSU Wolfratshausen
- 1993 bis 2013 Stellvertretende Kreisvorsitzende der CSU Bad Tölz-Wolfratshausen
- 2002 bis 2008 Bezirksvorsitzende der Christlich Sozialen Arbeitnehmerunion (CSA) Oberbayern, seit 2003 stellvertretende Landesvorsitzende der CSA Bayern
- 2005 bis 2010 Vorsitzende der CSA-Grundsatzkommission
- 2008 bis 2010 Landesvorsitzende der CSA und Mitglied im CSU-Parteivorstand